# Alfredo Vallejos
Alfredo Vallejos (Corrientes, Argentina; 29 de junio de 1972) es un abogado y político argentino de la Unión Cívica Radical. Es Diputado de la Nación Argentina por la Provincia de Corrientes desde 2020. Se desempeña como Ministro de Seguridad de la provincia de Corrientes desde el 15 de julio de 2024.

## Biografía
Antes de asumir como diputado, fue concejal del Concejo Deliberante de Capital de Corrientes.
Fue electo Diputado de la Nación Argentina por la Provincia de Corrientes en las Elecciones legislativas de 2023, en el primer lugar de la lista ECO + Vamos Corrientes.

El 12 de julio del 2024 fue nombrado como Ministro de Seguridad de la provincia de Corrientes para reemplazar a su predecesor Buenaventura Duarte. Asumió como Ministro de Seguridad de Corrientes el 15 de julio de 2024.

## Historial electoral
| Año  | Candidatura                          | Partido/Coalición                         | Elección     | votos   | Porcentaje       | Resultado                |
| ---- | ------------------------------------ | ----------------------------------------- | ------------ | ------- | ---------------- | ------------------------ |
| 2023 | Diputado de la Nación por Corrientes | Unión Cívica Radical/Juntos por el Cambio | Legislativas | 222.006 | \| \| 33,94 % \| | Electo (1er lugar lista) |
|      | 33,94 %                              |                                           |              |         |                  |                          |